# Mario Jacobs
M.J.J. (Mario) Jacobs (Sittard, 17 november 1972) is een Nederlandse bestuurder en GroenLinks-politicus. Sinds 23 april 2021 is hij dijkgraaf van het waterschap Aa en Maas.

## Biografie

### Opleiding en loopbaan
Jacobs studeerde van 1991 tot 1997 psychologie (specialisatie arbeids- en organisatiepsychologie) en van 1993 tot 2000 filosofie (specialisatie ethiek) aan de Universiteit van Tilburg. Tijdens zijn studie was hij van 1997 tot 1999 hij werkzaam als ethicus bij de Nederlandse Zorgfederatie en van 1999 tot 2001 als wetenschappelijk medewerker bij het European Institute for Business Ethics van de Universiteit Nyenrode.
Jacobs was na zijn studie van 2001 tot 2006 werkzaam als senior beleidsmedewerker bij het ministerie van Economische Zaken en van 2006 tot 2008 als programmamanager Economie & Innovatie bij het Nicis Institute. Van 2008 tot 2014 was hij werkzaam bij de gemeente Helmond, eerst als adjunct-hoofd Economie & Arbeidsmarkt en later als  hoofd Economie & Cultuur.

### Politieke loopbaan
Jacobs was vanaf 19 mei 2014 namens GroenLinks wethouder van Tilburg en had hij in zijn portefeuille Slimme, veilige en duurzame mobiliteit, Parkeren, Groen, natuur en landschap, Dierenwelzijn, Openbare ruimte en klimaatadaptatie, Grondzaken, Monumenten en omgevingscommissie, Asielbeleid en Omgevingswet. Hij had de projecten Binnenstad, Koningsplein en stadsregionale parken Stadsbos013, Koningshoeven/Moerenburg en Park Pauwels. Hij was de 2e locoburgemeester en wijkwethouder van Noord, Binnenstad en Armhoef.
Jacobs werd op 18 december 2020 door het algemeen bestuur van het waterschap Aa en Maas aanbevolen bij de Kroon als dijkgraaf. Hij is op 23 april 2021 geïnstalleerd.

### Persoonlijk
Jacobs is geboren in Sittard en verhuisde in 1991 naar Tilburg. Hij is getrouwd en vader van een zoon en dochter.